# Manfred af Sicilien
Manfred af Sicilien (siciliansk: Manfredi di Sicilia) (1232 – 26. februar 1266) var konge af Sicilien fra 1258 til 1266. Han var den sidste konge af Sicilien fra Huset Hohenstaufen.
| ManfredHuset HohenstaufenFødt: 1232 Død: 26. februar 1266 |                             |                        |
| Titler som regent                                         |                             |                        |
| Foregående: Konradin                                      | Konge af Sicilien 1258–1266 | Efterfølgende: Karl 1. |